# Władysław Moes
Władysław Gerard Jan Nepomuk Marya Moes (17 de novembro de 1900 – 17 de dezembro de 1986) foi um nobre polonês e sobre o qual diz-se que foi a inspiração para o personagem de Tadzio da novela Morte em Veneza, de Thomas Mann.
Władysław Moes nasceu no Palácio Moes, perto de Wierbka, no sul da Polônia. Ele era o segundo dos seis filhos de Aleksander Juliusz Moes (1856-1928), um grande proprietário de terras, industrial e filantropo, e de sua esposa, a condessa Janina Miączyńska (1869-1946). Ele também era neto de Christian August Moes (1810-1872), um importante industrial polonês de origens holandesas.
Em Maio de 1911, a conselho dos médicos, ele passou férias de primavera no Lido, em Veneza, no Grand Hotel des Bains. Lá, ele chamou a atenção do escritor alemão Thomas Mann, que o usou como inspiração para Tadzio – um personagem de sua novela Morte em Veneza, publicada em 1912.
Katia Mann afirmou que a ideia de seu marido para a história surgiu durante as férias no Grand Hotel des Bains, em 1911:
Todos os detalhes da história vieram com a experiência. Na sala de jantar, no nosso primeiro dia, vimos a família polonesa, que se parecia exatamente com a forma com a qual o meu marido os descreveu: as garotas estavam vestidas bastante rígida e severamente, e o garoto muito charmoso e belo, de uns 13 anos, estava vestido com uma roupa de marinheiro com um colarinho aberto e um laço muito bonito. Ele chamou a atenção do meu marido imediatamente. O menino era tremendamente atraente, e o meu marido sempre ficava o observando com seus amigos na praia. Ele não o perseguiu por toda Veneza - isso ele não fez - mas o garoto realmente o fascinou, ele frequentemente pensava nele...
Ele teve aulas com professores particulares e, mais tarde, estudou no Ginásio de Stanislaus Kostka, em Varsóvia. Em 1920 Moes foi um voluntário ulano na Guerra polaco-Soviética. Mais tarde, ele administrou um latifúndio e uma fazenda de cavalos em Udorz herdados de seu pai, que morreu em 1928. Em 1935, casou-se com uma nobre - Anna Belina-Brzozowska (1911-1978), e teve dois filhos, Alexander (1936 - 1955) e Maria (nascido em 1946). Ele também era tio do ator polonês de cinema e televisão Jerzy Moes.
Em 1939, após a invasão alemã da Polônia, Moes foi feito prisioneiro e enviado para Oflag, onde ele passou quase seis anos. Com o estabelecimento do regime comunista na Polônia, em 1945, ele foi privado de sua propriedade. Ele foi forçado a ganhar a sua vida, principalmente, como um tradutor, e trabalhou na Embaixada Iraniana em Varsóvia.
Em agosto de 1965 Moes deu uma entrevista para Andrzej Dołegowski, o tradutor polonês das obras de Mann, que foi publicada na revista alemã Twen, revelando que ele tinha sido a inspiração de Tadzio para o escritor, em Morte em Veneza:
Eu sou aquele garoto! Sim, apesar de que em Veneza eu era chamado Adzio ou às vezes Wladzio... Mas na história sou chamado de Tadzio... é assim que o Mestre entendeu... Na história eu achei tudo descrito com exatidão, até as minhas roupas, o meu comportamento - bom ou mau - e as brincadeiras rudes que eu tinha com o meu amigo na areia.
Eu era considerado uma criança muito bonita e as mulheres me admiravam e beijavam quando eu andava na calçada. Algumas me desenhavam e pintavam. Mas nas minhas memórias tudo isso me parecia insignificante. Eu tinha aquelas negligentes maneiras infantis que as crianças mimadas mostram. Em Morte em Veneza esse enredo é muito melhor narrado do que eu jamais poderia fazer. O escritor deve ter ficado altamente impressionado pelas minhas roupas pouco convencionais e as descreveu sem perder um detalhe: o traje listrado e uma gravata vermelha, assim como a jaqueta azul com botões dourados, minha favorita.
Durante os últimos anos de sua vida, Moes, muitas vezes, ficou com sua filha Maria, na França. Ele morreu em Varsóvia, e foi sepultado no cemitério de Pilica, no túmulo da família Moes.